# Helene Offenberg
Helene Offenberg, verheiratete Helene Offenberg-Wolfsson, (1877 in Wien – nach 1914) war eine österreichische Opernsängerin (Sopran).

## Leben
Sie begann nach vollendeter Ausbildung bei Rosa Papier ihre Bühnenlaufbahn 1897 in Königsberg, kam von dort ans Stadttheater Brünn (1899), wo sie zwei Jahre verblieb, um sodann einem Antrage an das Stadttheater Köln Folge zu geben.
Von 1904 bis 1909 war sie dann am Opernhaus Hamburg tätig, von 1910 bis 1911 am Theater Graz und von 1911 bis 1914 am Stadttheater Lübeck.
Odeon-Schallplatten von 1908, in Köln eingespielt, haben ihre Stimme erhalten.
Ihr weiterer Lebensweg ist unbekannt.